# Revolution Fibreglass
Revolution Fibreglass Pty Ltd war ein australischer Hersteller von Automobilen.

## Unternehmensgeschichte
Das Unternehmen aus Bayswater bei Melbourne begann 1979 unter Leitung von Bill Kain, Gordon Peters und John Dixon mit der Produktion von Automobilen und Kit Cars. Der Markenname lautete zunächst ausschließlich Condor. 1983 ergänzte ein Modell das Sortiment, das unter dem Markennamen Perentti angeboten wurde. 1988 endete die Automobilproduktion.

## Fahrzeuge

### Markenname Condor
Dies war ein Coupé mit einer Ähnlichkeit zum Dino 246, abgeleitet vom amerikanischen Kelmark. Das Fahrgestell vom VW Käfer bildete die Basis. Die Karosserie bestand aus Fiberglas. Verschiedene Hubkolbenmotoren von Ford und Mitsubishi sowie Wankelmotoren von Mazda standen zur Wahl.
1981 folgte eine etwas längere viersitzige Variante.

### Markenname Perentti
Das Fahrzeug wurde auf der Sydney Motor Show  1983 vorgestellt. Der Chevrolet Corvette beeinflusste das Design. Das Coupé mit 2 + 2 Sitzen hatte zwei herausnehmbare Dachteile. Ein Lieferwagenfahrgestell von Holden bildete die Basis. Sechszylindermotoren von Holden sowie V8-Motoren von Chevrolet und Holden standen zur Wahl.
1986 folgte eine überarbeitete Version Mark II.